# Lípa v poli u Holyně
Lípa v poli u Holyně je památný strom, který roste v poli na rozhraní katastrů obcí Holyně a Slivenec, severně od ulice K Barrandovu poblíž bývalého zemědělského areálu.

## Parametry stromu
- Výška (m): 12,0
- Obvod (cm): 225 (v roce 2013)
- Výška koruny (m): 9
- Šířka koruny (m): 13[2]
- Ochranné pásmo: kruh o poloměru 10 m
- Rok vyhlášení: 2012

## Historie
Stáří tohoto dominantního stromu, který je zároveň hraničním stromem, je odhadováno na 90 let (k roku 2016).

## Turismus
Okolo lípy vede turistická značená trasa  1011 z Velké Chuchle přes Slivenec do Holyně.

## Významné stromy v okolí
- Lípy před školou ve Slivenci
- Jírovec na hřbitově ve Slivenci
- Lípa republiky v parku Granátová
- Lípa svobody ve Velké Chuchli